# مستشفى الرازي (جنين)
مستشفى الرازي هو مستشفى أهلي فلسطيني يتبع لجنة زكاة جنين المركزية، ويقع مقره في شارع نابلس بمدينة جنين شمال الضفة الغربية. تبلغ قدرته السريرية حوالي 45 سريرًا وفق التقرير الصحي السنوي الفلسطيني لعام 2022.
يُقدم المستشفى خدماته عبر أقسام متعددة أبرزها: الطوارئ، والعناية المكثفة، والولادة، والعظام، والأشعة، والمختبر والتنظير والقسطرة.[بحاجة لمصدر] بالإضافة إلى جراحة العيون وتفتيت الحصى الذي افتتح عام 2008.